# 海伊夫卡 (丘胡伊夫區)
49°30′11″N 36°29′40″E / 49.50306°N 36.49444°E
海伊夫卡（烏克蘭語：Геївка）是位於烏克蘭東部的村莊，由哈爾科夫州丘胡伊夫区的斯洛博然斯凱市鎮負責管轄。該村始建於1615年，面積0.69平方公里，海拔高度84米，2001年人口117，人口密度每平方公里170.1人。